# Lurano
Lurano ist eine italienische Gemeinde (comune) mit 2893 Einwohnern (Stand 31. Dezember 2023) in der Provinz Bergamo, Region Lombardei.

## Geographie
Lurano liegt 15 km südlich der Provinzhauptstadt Bergamo und 40 km nordöstlich der Metropole Mailand. Die Nachbargemeinden sind Arcene, Brignano Gera d’Adda, Castel Rozzone, Pognano und Spirano.

## Sehenswürdigkeiten
- Das Castello dei Secco-Suardo
- Die alte Pfarrkirche San Lino aus dem 16. Jahrhundert, die im Barock-Stil erbaut und mehrfach restauriert wurde. Heute dient sie als Gemeinde-Auditorium.
- Die neue Pfarrkirche San Lino stammt aus der zweiten Hälfte des 20. Jahrhunderts (1960).

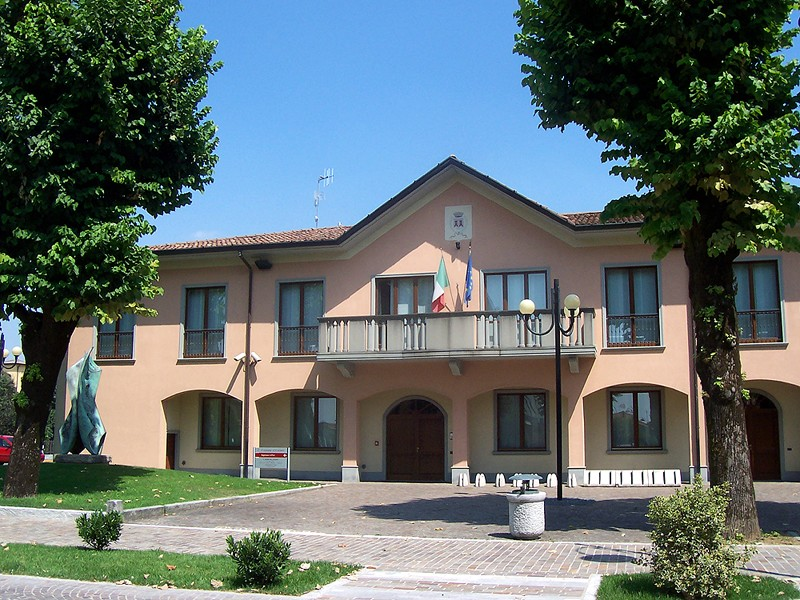
Rathaus
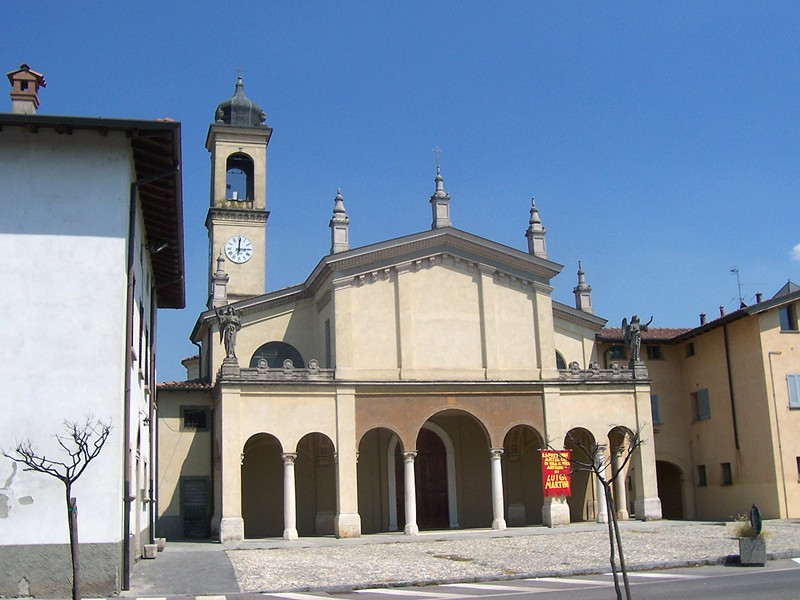
Alte Pfarrkirche San Lino
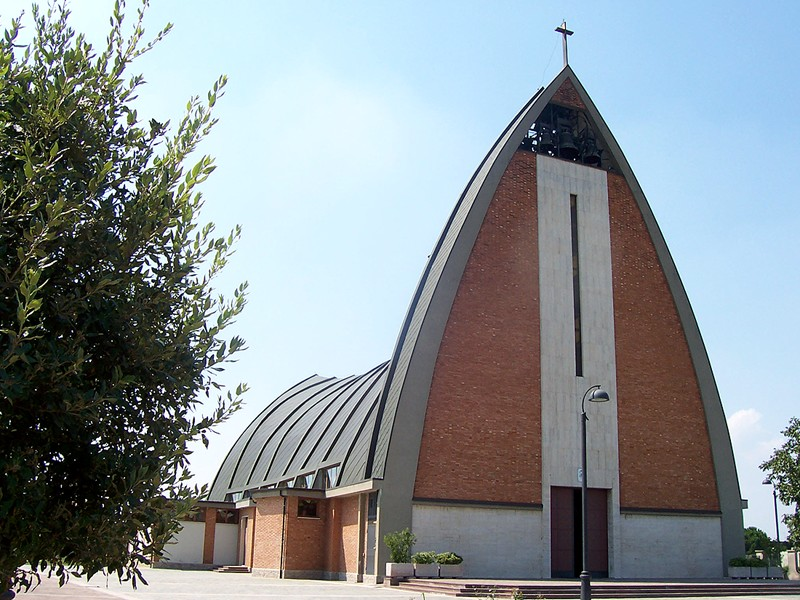
Neue Pfarrkirche